# 王文卿

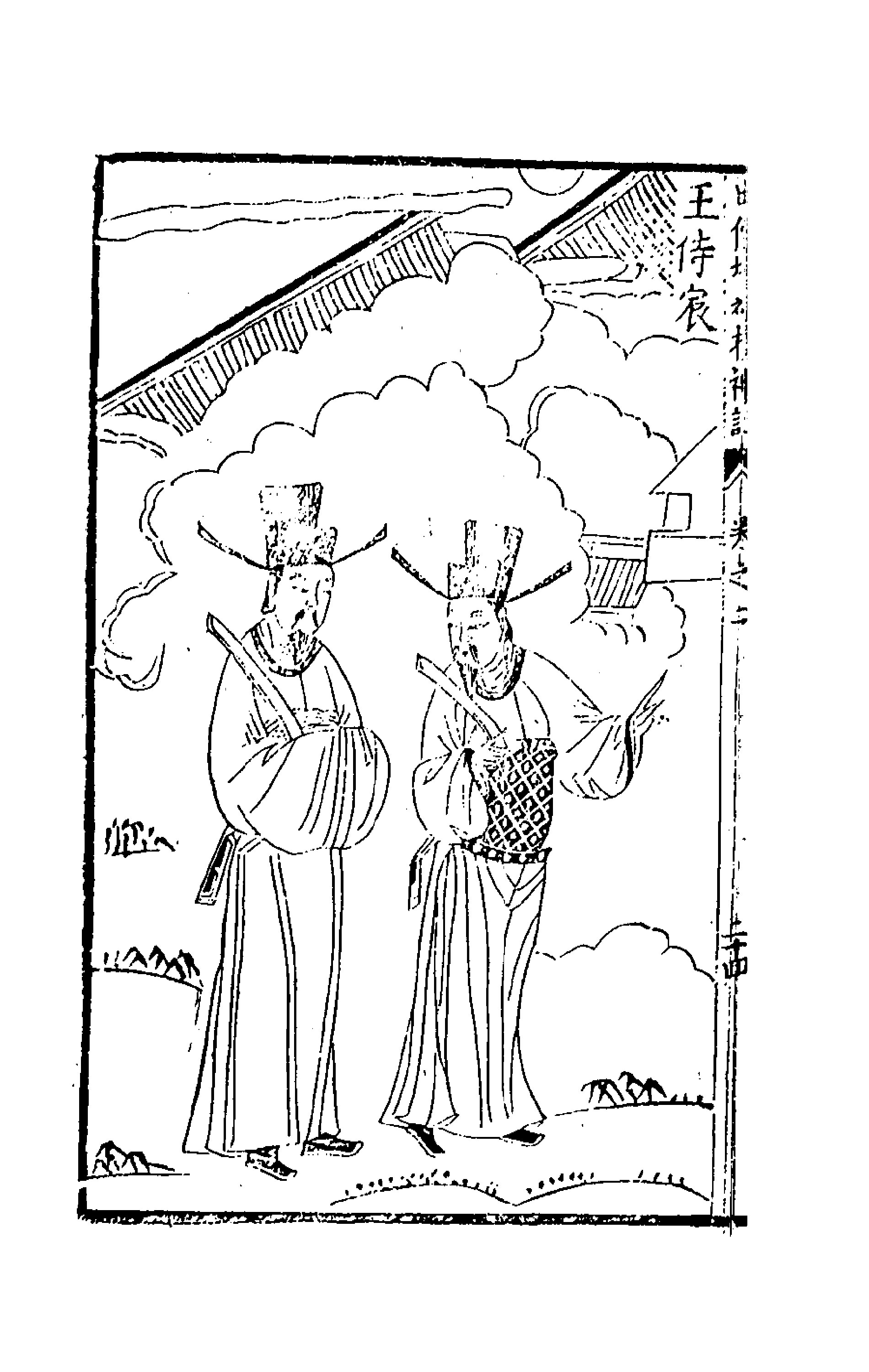
王文卿

王文卿（1093年—1153年），一名俊，字述道（一说予道），号冲和子，又被称为王侍宸，江右建昌南丰（今属江西）人，北宋道士，道教神霄派的核心人物。
生于宋哲宗元祐八年（1093年）二月十七日。据《临川盯江志》等书记载，自幼慕道，自称“红尘富贵无心恋，紫府真仙有志攀”。喜云游灵胜境地。宣和初（1119年），王文卿渡扬子江，遇一异人汪君（“火师汪真君”），授以“飞章谒帝之法及啸命风雷之书”，能召风雷。《历世真仙体道通鉴·王文卿传》谓王文卿“每克辰飞章，默朝上帝，召雷祈雨，叱咤风云”。

## 生平
于政和末因林灵素推荐，治京师大旱而来京。后又为扬州祈雨，大显灵迹。宋徽宗敕授太素大夫、凝神殿校籍、视朝请大夫、冲虚通妙先生。后隐居故乡南丰，著书立说，讲道授徒。有弟子朱智卿，平敬宗，袁庭植，高子羽等；又有萨守坚，见之于青城山，尽得其秘。此外，尚有别传弟子多人。宋高宗绍兴廿三年（1153年）八月二十三日，飞升于南丰县许旌阳曾炼丹之堂。元代，加号为“冲虚通妙真人”，元至顺三年，加赐为“冲虚通妙灵惠真人”。  
王文卿精于神霄雷法，强调修道以内修为要，内修久行之，则“神气精自然混凝,上可脱壳朝元，次可长坐久视，又其次可以兴云致雨，役雷鞭霆，济人利物，何所住而不可也!”王文卿又云：“斩勘五雷法者，以道为体，以法为用。内而修之，斩灭尸鬼，勘合玄机，攒簇五行，合和四象，水火既济，金木交并，日炼月烹，胎脱神化，为高上之仙。外而用之，则新除妖孽，勘合雷霆，呼吸五气之精，混合五雷之将，所谓中理五气，混合百神。以我元命之神，召彼虚无之神，以我本身之气，合彼虚无之气，加之步罡诀目、秘咒灵符，斡动化机，若合符契。运雷霆于掌上，包天地于身中，曰旸而旸，曰雨而雨，故感应速如影响。”
王文卿所撰雷法书多达数十种，大多仍存于世，如《冲虚通妙侍宸王先生家语》、《王侍宸祈祷八段绵》两书为王文卿与弟子讨论雷法至秘的记录，为研修神霄雷法之必读。此外有《玄珠歌》、《上清五府五雷大法玉枢灵文》、《先天雷晶隐书》、《侍宸诗诀》、《上清雷霆火车五雷大法》、《中皇总制飞星活曜天罡大法》、《高上神霄玉枢斩勘五雷大法》、《雷说》等。主要载于《道法会元》等书中。
元代学者虞撰《灵惠冲虚通妙真君王侍宸记》说：王文卿退居乡里后，得其真传者为新城高子羽，其后依次相传：高子羽—徐次举—聂于锡—谭悟真—罗虚舟—胡道玄。胡道玄是江西鄱阳人，号“神霄羽客”、“神霄野客”。行道于陇陕、荆襄、江汉、淮海、闽浙间。元代后期己巳、庚午 (1329、1330年)大旱，传说胡道玄“祷雨屡应”，“郡县争致之，所历或一日，或二日，嘻笑怒骂，雷雨随至。”